# ديفيد جي. فريمان
ديفيد جي. فريمان (بالإنجليزية: David Freeman)‏ هو كاتب سيناريو أمريكي، ولد في 6 سبتمبر 1920 في باسادينا في الولايات المتحدة، وتوفي في 28 يونيو 2001 في رانشو سنتا في ‏ في الولايات المتحدة.